# HDI Global
HDI Global SE ist ein Industrieversicherer von Konzernen, größeren Unternehmen und Mittelständlern weltweit. Das Unternehmen der Talanx Gruppe bietet Services in über 175 Ländern an. Der Hauptsitz ist in Hannover, Deutschland.

## Geschichte

### Gründung und Entwicklung des HDI
1903 wurde der „Haftpflichtverband der deutschen Eisen- und Stahlindustrie“ gegründet, um den Unterschied zwischen Prämienzahlungen und -leistungen auszugleichen. Der Industriebereich stellt das historische Kernstück des gesamten HDI Konzerns bzw. der Talanx Gruppe dar.
1924 übernahm die in Kooperation mit dem Gerling-Konzern 1923 gegründete Eisen- und Stahl Aktiengesellschaft die Rückversicherung für HDI. 1952 öffnete sich der Verband gegenüber Unternehmen aus allen Branchen, um größere Kundenkreise ansprechen zu können. 1970 fusionierte HDI mit dem Feuerschadenverband rheinisch-westfälischer Zechen und wurde in „Haftpflichtverband der deutschen Industrie V.a.G.“ umbenannt. 1990 führten die risikoexponierten Geschäftsfelder des Konzerns zu einem Umbau hin zu einer ausbalancierteren Risikoverteilung. Dafür wurde eine Deckung über Industrie-, Privatkunden- und Rückversicherungsgeschäfte eingeführt. 2003 ging aus dem HDI Konzern die Talanx Gruppe hervor. 2005 wurde die Gerling-Gruppe in den Konzern eingegliedert, bis 2012 die Marken HDI und HDI-Gerling unter der Marke HDI zusammengefasst wurden.

### Gründung HDI Global und Expansion
2016 erfolgte das Rebranding von „HDI-Gerling Industrie Versicherung AG“ zu „HDI Global SE“. Diese führt seitdem den Geschäftsbereich Corporate & Specialty innerhalb der Talanx Gruppe. Dieser erstreckt sich über Feuer- und andere Sachversicherungen, Allgemeine Haftpflicht-, See-, Luftfahrt- und Transportversicherung über Kraftfahrzeughaftpflichtversicherung bis hin zu Specialtyversicherungen. Bis heute eröffnete das Unternehmen Niederlassungen in mehr als 35 Ländern auf sechs Kontinenten.
Seit 2021 ist die 2018 gegründete HDI Global Specialty SE eine hundertprozentige Tochtergesellschaft der HDI Global. HDI Global ist im Specialtybereich in mehr als 20 verschiedenen Geschäftsbereichen tätig, einschließlich Luftfahrt, Krisenmanagement, Managementversicherungen und Reiseversicherungen.

## Konzernstruktur
Die HDI Global SE bildet gemeinsam mit ihren Tochterunternehmen den Geschäftsbereich Corporate & Specialty der Talanx AG. Die Talanx AG fungiert als Management- und Finanzholding im Konzern, ist jedoch selbst nicht im Versicherungsgeschäft tätig. Die Talanx AG wird von dem Versicherungsverein auf Gegenseitigkeit „HDI V. a. G.“ als größtem Mehrheitseigentümer kontrolliert. Seit dem 2. Oktober 2012 ist die Talanx AG an der Börse im MDAX gelistet. Das operative Versicherungsgeschäft wird von den Konzerngesellschaften der Talanx Gruppe, wie z. B. der HDI Global SE, betrieben.